# Lakshmipathihalli, Chik Ballapur
Lakshmipathihalli là một làng thuộc tehsil Chik Ballapur, huyện Kolar, bang Karnataka, Ấn Độ.